# Sera Kutlubey
Sera Kutlubey (Ankara, 1997. október 24. –) török színésznő.

## Élete és pályafutása
Ankarában született. Tanulmányait a Haliç Egyetem Színházi Tanszékén végezte. 2016-ban szerezte első színészi élményét az Kehribar sorozatban, majd szerepet Babam ve Ailesi (Apám és családja) című tévésorozatban. Ő alakította Seher karakterét az İsimsizler (Névtelenül) című tévésorozatban. Nagy elismerést kapott a  Kegyetlen város című tévésorozat Cemre karakterével. Most Damla karakterét játssza a İyilik című sorozatban.

## Filmográfia
| Év        | Magyar cím           | Eredeti cím     | Szerep               | Magyar hang   |
| --------- | -------------------- | --------------- | -------------------- | ------------- |
| 2016      |                      | Kehribar        | fiatal Leyla         |               |
| 2016      |                      | Babam ve Ailesi | Hasret               |               |
| 2017      |                      | İsimsizler      | Seher                |               |
| 2019–2020 | Kegyetlen város      | Zalim İstanbul  | Cemre Yilmaz Karaçay | Gyöngy Zsuzsa |
| 2021      | A bosszú csapdájában | Hercai          | Azra                 | Győrfi Laura  |
| 2022-2023 |                      | Iyilik          | Damla Dinçer         |               |
| 2023      |                      | Adim Farah      | Merjan Azadi         |               |